# 爾冬陞
爾冬陞（英語：Derek Yee Tung-sing，1957年12月28日—），香港電影導演、編劇、監製和演員，早年為邵氏電影公司武俠小生，後轉型為編劇及導演，曾兩度獲得香港電影金像獎最佳導演及最佳編劇，並監製過十餘部電影。2015年起，出任香港電影金像獎協會董事局主席。

## 家庭
爾冬陞生於香港九龍城，在九龍寨城長大。父爾光（1914-1974），天津楊柳青人，原名爾樹森，是香港極具影響力的電影制片人及導演，曾在邵氏、國泰等電影公司擔任制片，大導演李翰祥是他的師父。母紅薇，原名羅珍，滿洲鑲黃旗人，本姓葉赫那拉，40年代著名演員及配音員。紅薇原嫁演員嚴化，生4子1女，二子秦沛及三子姜大衞如今皆為香港著名演員，秦沛曾兩度獲得香港電影金像獎，姜大衞在爾冬陞童年時（1970）即成為亞洲影帝。嚴化去世後紅薇改嫁爾光，生一子，即爾冬陞。雖然同母異父，兄弟之間感情很好。秦沛與姜大衞分別比爾冬陞年長12歲及10歲，於他如父如兄。事業上三兄弟亦互相扶持，尤其秦沛曾多次在爾冬陞導演的電影中演出。除了父母兄弟，爾冬陞家族中尚有20多人從事電影相關工作。1967年香港暴動期間，爾冬陞隨父舉家避往台北中正精華區，念了兩年小學始返香港。之後就讀樂道中學何文田舊校。他前後讀過三間小學和五間中學，1963年畢業於昔日位於九龍城露明道的嘉林幼稚園，與其他爾氏家族子弟曾是九龍塘學校（小學部）的舊生。

### 感情經歷
爾冬陞的第一任女友是邵氏女星余安安，兩人加入邵氏前即已相識，當時爾冬陞16歲，余安安14歲，之後兩人先後加入邵氏，合作過《三少爺的劍》《倚天屠龍記》《純愛》《如來神掌》等電影，戲裡戲外都是情侶，被視為金童玉女的組合，兩人相戀8年後分手，不久余安安嫁給周潤發，但不到一年即離婚。第二任女友是制片人Rita，兩人交往了5年。第3任女友即影后張曼玉，由雙方好友張學友做媒；這段戀情在1987年底曝光，才子佳人的組合一時傳為佳話，爾冬陞導演的《再見王老五》即由張曼玉與鍾鎮濤主演，1990年分手。1995年爾冬陞曾與台灣女子王瑞霞結婚，但半年不到即離婚。1998年爾冬陞結識比他小13歲的幼稚園教師羅曉文，兩人開始交往，羅曉文後辭去工作，為爾冬陞擔任策劃並管理无限映画公司。多年來兩人曾多次傳出婚訊，終於在2008年6月在香港排期註冊，低調成婚。2015年兩人分居，同年底尔冬升和《我是路人甲》演員王婷傳出緋聞，但被當時雙方否認。2017年中，爾冬陞與羅曉文離婚。
2018年1月18日，爾冬陞宣佈與圈外女友育有一名兩歲的女兒Teresa 。

## 事業

### 演員
1975年，爾冬陞17歲中學畢業，家人原希望他去加拿大讀書，當時已是亞洲影帝的姜大衞也願意資助弟弟學業，但爾冬陞決定隨兩位兄長進入電影圈，成為邵氏基本演員。首年無戲可演，第二年才在孫仲導演的《阿Sir毒后老虎槍》初試啼聲；1977年得導演楚原提拔，先在《白玉老虎》出演反派唐玉，第三部片《三少爺的劍》即擔任主角，自此一戰成名，成為楚原愛將之一，與狄龍、傅聲、劉永等同為邵氏一線小生，當時爾冬陞年僅19歲。《三少爺的劍》為楚原巔峰代表作之一，爾冬陞日後曾多次想翻拍這部片，劇本都已寫好，甚至請來徐克掌鏡，最後總算拍攝完成，並於2016年11月21日晚上7：30在台北樂聲戲院金馬國際影展首映。
爾冬陞在邵氏主演了20多部電影，他外型出色，演出過許多金庸、古龍筆下的武俠人物：有正派如三少爺、《多情劍客無情劍》阿飛、《倚天屠龍記》張無忌，亦有反派如《楚留香之蝙蝠傳奇》原隨雲、《英雄無淚》卓東來。爾冬陞小時候學過一些武術，進入邵氏後開始學劍，武打演出也以劍為主。唐佳導演的《少林傳人》和《三闖少林》是他最出色的武打片。
邵氏時期的爾冬陞即對幕後工作產生興趣，1981年與兩位兄長合作了惡搞武俠片《貓頭鷹》，由秦沛擔任制片及反派，姜大衞自導自演，爾冬陞則化名“爾小寶”擔任編劇，以楚原電影《楚留香之蝙蝠傳奇》為原型，對當時盛行的古龍武俠片進行了瘋狂的顛覆與嘲弄。1985年他又給自己主演的邵氏喜劇片《錯點鴛鴦》擔任策畫，該片得到第5屆香港電影金像獎最佳編劇（陸劍明、鄧榮銾）及最佳女主角（王小鳳）。

### 編導與監製
1985年邵氏停產，爾冬陞恢復自由身，雖然當時28歲的他仍舊片約不斷，馬上被重金請到台灣拍武俠連續劇《飛燕驚龍》。但他認為當演員不能掌握自己的發展方向，只能被動的等待適合自己的角色，遂決心轉型。1986年即完成導演處女作《癲佬正傳》。
《癲佬正傳》以精神病患的社會問題為題材，當時曾經引起爭議，一度無法上映。但其中揭露的社會問題震撼人心，其劇本及節奏掌握等電影技巧亦獲得讚賞，入選86年十大華語片，並獲得第6屆香港電影金像獎最佳影片、最佳導演、最佳編劇的提名，秦沛也因此片獲得金像、金馬雙料男配角獎。本片在香港得到近千萬的票房，為同類片之冠。
1987和88年爾冬陞又分別推出《人民英雄》和《再見王老五》兩部導演作品，幕前演出則逐漸減少，88-92年間只零星主演過幾部電影，如《中華戰士》《川島芳子》《玩命雙雄》《畫魂》等，以及台灣電視劇《塔裡的女人》《一代皇后大玉兒》，其餘演出則多為客串性質。
1992年爾冬陞與陳望華成立電影制作公司“無限映畫”，開始獨立制片業務，1993年推出文藝片《新不了情》，描述樂觀的癌症少女鼓勵失意音樂青年的故事，手法細膩感人，奪得第13屆香港金像獎最佳影片、最佳導演、最佳編劇3項大獎，標示了爾冬陞由演員到導演的成功轉型。袁詠儀、馮寶寶、秦沛亦分別因此片獲得最佳女主角、女配角及男配角獎。
當時的香港無人看好文藝片，爾冬陞抱著劇本跑了3年，都沒有片商肯投資，最後他只好自資拍攝，甚至謠傳他為拍片抵押房子。雖是誤傳，但資金確實不充裕，哥哥秦沛亦是免費演出，幸得香港許多導演友情支持，張之亮、張艾嘉、陳可辛等導演都下場客串。最後此片在一片古裝刀劍聲中殺出重圍，以數百萬的成本搏得3000萬的票房，並在金像獎上大放異彩。
95年爾冬陞又以自身的嗜好──賽車──為題材拍了勵志片《烈火戰車》。拍攝時他因前作《新不了情》成績太好倍感壓力，又因賽車鏡頭拍攝困難，歷時14個月才拍峻，加上彼時他正在打離婚官司，情緒低落，一度罹患憂鬱症。所幸本片依舊叫好叫座，取得3000萬的票房成績。
96年推出的“三級片”《色情男女》由爾冬陞與羅志良聯合執導，由張國榮飾演一位在商業票房與藝術水準間掙扎的導演，在電影不景氣無片可拍時，不得不接受黑道資金拍三級片。本片用戲謔的手法點出了電影圈的生態狀況，例如出資老闆的黑金背景、不懂藝術只重票房，觀眾不重內容只看噱頭的心態，還有三級片星的內心世界等，為“三級片”注入許多深刻的元素。爾冬陞更拿自己開玩笑，安排劉青雲扮演一位名喚“爾東陞”（一字之差，音同字不同）的藝術導演因為票房失利而跳海自殺，原本沒人看的遺作票房一夕暴漲的情節。本片由於手法新穎、視角獨特而入圍柏林影展。片中的三級女星舒淇亦因本片獲得1997年香港金像獎最佳女配角而成功轉型，票房亦有相當好的成績。
97年起爾冬陞觸角更廣，開始監製電影，由《對不起，多謝你》開始，先後替星皓、嘉禾、天幕等電影公司擔任監製，包括羅志良的《鎗王》、李仁港的《阿虎》、許鞍華的《男人四十》、阮世生的《神經俠侶》等口碑不錯的電影。至2015年為止並爾冬陞做了4任、共8年香港導演協會會長（2000至2004年間他當了兩任香港電影導演會會長。直至2010年，他再次出任香港電影導演會會長，並於2013年連任，任期至2015年，2015年3月由劉偉強接任）。
97到02年之間爾冬陞一直忙於電影監製的行政工作，只在99年執導一部電影《真心話》。03年中國星公司的向華強找上爾冬陞，希望他幫旗下的藝人張栢芝轉型，為她量身打造一部文藝片，爾冬陞便推出了小巴女司機的故事《忘不了》，張栢芝也因此片得到2004年香港金像獎最佳女主角。
04年爾冬陞一改前幾部電影的溫和，重拾《癲佬正傳》與《人民英雄》的犀利，拍出尖銳寫實的警匪片《旺角黑夜》，拿下第2座香港金像獎最佳導演與最佳編劇。05年又自資推出兩部小品：描述早戀問題的《早熟》與愛情喜劇《千杯不醉》，都有過千萬的票房成績。07年再推出與《旺角黑夜》同樣犀利寫實的毒品電影《門徒》，取得香港年度華語片季軍。10年未曾演戲的爾冬陞，因臨時找不到演員，破例重操舊業，在《門徒》中飾演一名高級警官。
2015年推出关于横店影视城群众演员题材的《我是路人甲》，主演是几位没有名气的真实的年轻群众演员，获得第35屆香港電影金像獎最佳导演和最佳编剧提名。2014年执导由博纳影业集团出品的3D重拍武侠片《三少爺的劍》，徐克監制、元彬任動作導演、林更新主演，原本預計2015年上映，後推遲至2016年公映。
2015年7月3日，香港電影金像獎協會公布2015至2017年度董事局委任名單，共13位成員，爾冬陞担任新一届董事局主席。

### 其他
1990年間，爾冬陞曾在香港電台主持一周一次的深夜節目《戀愛專家》，接受聽眾Call In，頗受歡迎。
2020年擔任綜藝節目《演員請就位》第二季評審之一。2022年起，擔任綜藝節目《無限超越班》第一、二季監製及輔導員。

## 導演風格
武俠小生出身的爾冬陞曾坦言不喜歡當大俠，認為武俠世界虛幻不切實際。除了曾一度想翻拍自己的成名作《三少爺的劍》，轉行做導演後從未拍過武俠片。他更關注的是真實人群的生活，他執導的電影可分為文藝片與社會寫實片兩類，前者如《新不了情》、《忘不了》、《烈火戰車》、《真心話》，後者如《癲佬正傳》、《旺角黑夜》和《門徒》，但都脫不了寫實風格。
除了導演，爾冬陞也有編劇之才，曾得兩次金像獎最佳編劇，他執導的電影除《忘不了》之外，劇本全由他親自操刀。他的電影通常都有紮實的前期準備工作，投入大量的時間搜集資料。比如《癲佬正傳》拍攝前便花了8-9個月的時間閱讀資料、訪問社工、接觸個案，以了解精神病患者的真實處境。最近的《門徒》亦從警察那裡收集大量資料與案例，並實際走訪吸毒者甚至毒犯，對毒品工業的各個環節做了詳盡的調查。因為有詳盡的資料搜集作後盾，他的寫實片往往有紀錄片般的真實感，卻仍保有商業片的節奏，能從真實中發掘出震撼之處，不至令觀眾感到沉悶。他的劇本通常故事簡單，少有曲折情節，卻能因細節帶來的真實感令觀眾感同身受，同樣帶給觀眾感動與震撼力。
他的文藝片長於描繪人情百態，因為手法的細緻寫實，往往能令觀眾對片中人物的心態及煩惱感到共鳴，如《新不了情》裡描述年輕人不願看人臉色的心態、《色情男女》的小導演在藝術與現實間掙扎、《早熟》裡的早戀問題。雖然題材平實，又保有足夠的戲劇性與節奏，令影片不致沉悶。他不避諱揭露現實的灰暗與殘酷，如同《新不了情》裡阿敏的樂觀挽不回她的性命，《旺角黑夜》的來福逃不過橫死街頭的命運，但影片的態度始終是積極正面而非消極逃避的，阿敏去世時她母親仍舊為生計在街頭賣唱，唱的是“苦痛也做人，歡笑也做人，莫灰心永向前途望”，《色情男女》結束時阿星仍未結束三級片導演的生涯，只是態度轉向積極。
爾冬陞的電影一直有細膩的人文關懷，喜愛在電影裡描繪社會上各式各樣的人的真實面貌：如《新不了情》裡的街頭藝人與水上歌艇、《忘不了》裡小巴司機的載客秘方、《色情男女》的電影圈眾生相、《門徒》裡有錢卻低調的毒梟與吸毒者的慘狀，而殺手、妓女、警察、線人等警匪片黑幫片裡常見的人物也都在《旺角黑夜》裡被還原為本來面目。雖非完全的真人真事改編，卻足以令觀眾相信這是真實人群的面貌，而非出自編劇天馬行空的想像。
演員出身的爾冬陞，做導演以後也以善於發掘演員特性與潛力而聞名。他的電影多次起用新人成功，其中以《新不了情》捧出影后袁詠儀、《色情男女》令舒淇轉型成功最有名。《烈火戰車》的梁詠琪與《真心話》的何潤東，演出他的電影時也都是新人。有經驗的演員到他手上也往往能突破舊有的表演模式，帶給觀眾新鮮感，如《忘不了》令張栢芝由喜劇轉型，《千杯不醉》令型男方中信變身大老粗，功夫巨星成龍在新作《新宿事件》中也將全然放棄武打。與他合作的演員得獎率很高，《新不了情》袁詠儀、《忘不了》張栢芝與《旺角黑夜》方中信分別獲得影后及影帝，秦沛、梁朝偉、劉德華、舒淇、馮寶寶、金燕玲、毛舜筠也因與他合作而得獎。

## 個人生活

### 業餘賽車手
爾冬陞在邵氏時期(約1981年起)即熱衷賽車。澳門、台灣、日本、東南亞的賽車活動，只要有空一定參加。也曾多次與錢小豪、吳大維等好友組隊赴日參賽，十多年來業餘賽車技術已近職業水準。曾經得到1990和1991兩屆澳門格蘭披治大賽車(Grand Prix Macau，俗稱“澳門大賽車”)房車新手賽冠軍，也曾在電視台擔任F1賽車解說員，拍攝《烈火戰車》的念頭亦源於他的賽車經歷。爾冬陞中年以後較少賽車，但仍熱衷極限運動，如跳傘、潛水等，潛水足跡已踏遍東南亞及太平洋的島國。

### 副業
1999年他在香港銅鑼灣及跑馬地開了3間酒吧“Alabar”，至今仍在營業。

## 演出作品

### 電影
| 年份 | 片名                                                                          | 角色                   |
| ---- | ----------------------------------------------------------------------------- | ---------------------- |
| 1977 |阿Sir毒后老虎槍 以毒攻毒 Exterminator                                                         |                        |
| 1977 | 白玉老虎 Jade Tiger                                                           | 唐玉                   |
| 1977 | 三少爺的劍 Death Duel                                                         | 三少爺（謝曉峰、阿吉） |
| 1977 | 多情劍客無情劍 The Sentimental Swordsman                                      | 阿飛                   |
| 1977 | 明月刀雪夜殲仇 Pursuit of Vengeance                                           | 客串阿飛叔叔           |
| 1978 | 我伴彩雲飛 Interlude on Rails（邵氏與台灣的合拍片，爾冬陞、劉尚謙、曹健主演） |                        |
| 1978 | 楚留香之蝙蝠傳奇 Legend of the Bat                                            | 原隨雲（蝙蝠公子）     |
| 1978 | 倚天屠龍記 Heaven Sword And Dragon Sabre                                      | 張無忌                 |
| 1978 | 倚天屠龍記大結局 Heaven Sword And Dragon Sabre II                             | 張無忌                 |
| 1979 | 純愛 色欲與純情 Young Lovers                                                  | 俊民                   |
| 1979 | 圓月彎刀 Full Moon Scimitar                                                   | 丁鵬                   |
| 1980 | 無翼蝙蝠 Bat Without Wings                                                    | 蕭七公子               |
| 1980 | 英雄無淚 Heroes Shed No Tears                                                 | 卓東來                 |
| 1981 | 魔劍俠情 多情劍客斷情刀 Return of the Sentimental Swordman                    | 阿飛                   |
| 1981 | 辛亥雙十 The Battle for the Republic of China                                 | 劉復基                 |
| 1981 | 黑蜥蜴 Black Lizard                                                           | 龍飛                   |
| 1982 | 魔界 Hell Has No Boundary                                                     | 鄭忠                   |
| 1982 | 如來神掌 Buddha's Palm                                                        | 龍劍飛                 |
| 1983 | 少林傳人 少林邋遢大師 Shaolin Prince                                          | 王子泰                 |
| 1983 | 三闖少林 Shaolin Intruders                                                    | 雷迅                   |
| 1983 | 日劫 Descendant of the Sun                                                    | 石生                   |
| 1983 | 至尊一劍 老鷹寶劍 The Supreme Swordman                                        | 燕北                   |
| 1984 | 魔殿屠龍 The Hidden Power of Dragon Sabre                                     | 張無忌                 |
| 1984 | 我愛神仙遮 My Darling Genie                                                   |                        |
| 1984 | 情人看刀 Be Careful, Sweetheart／Last Hero In China                           | 樓莊                   |
| 1985 | 天官赐福 How To Choose A Royal Bride                                          | 康熙                   |
| 1985 | 再見七日情 Let's Make Laugh II                                                | 阿遜                   |
| 1985 | 錯點鴛鴦 Love With The Perfect Stranger                                       | 余小寶（兼本片策畫）   |
| 1985 | X陷阱 = 七只狐狸 = 情怨陷阱 Seven Foxes                                       |                        |
| 1986 | 原振俠與衛斯理 The Seventh Curse                                              | 客串特別任務連警官     |
| 1986 | 國父孫中山與開國英雄（又名：國父傳）The Story of Dr Sun Yat Sen               | 陸皓東                 |
| 1987 | 歡樂5人組 The Gang didn't Shoot Straight                                      | 細偉                   |
| 1987 | 中華戰士 Magnificent Warriors                                                 | 天字第一號（兼副導演） |
| 1988 | 暴風女 Dirty Girls                                                            | 沙國威                 |
| 1988 | 吉屋藏嬌 Ghost in the House                                                   | 阿B                    |
| 1988 | 褲甲天下 King of Stanley Market                                               |                        |
| 1988 | 今夜星光燦爛 Starry is the Night                                              |                        |
| 1988 | 血衣天使 Vengeance Is Mine                                                    | 見義勇為的士司機       |
| 1989 | 四千金 Four Lovers                                                            | 客串                   |
| 1989 | 打工狂想曲 A Modern Daydream / Gift from Heaven                               | 保安經理Albert         |
| 1989 | 小小小警察 Little Cop                                                         | 客串毒品調查科警員     |
| 1990 | 川島芳子 Kawashima Yoshiko                                                    | 山家亨                 |
| 1990 | 玩命雙雄 = 虎鷹特勤組 = 特技人小傳 Goodbye Hero                               | 孟冬                   |
| 1991 | 婚姻勿語 This Thing Called Love                                               | 客串                   |
| 1991 | 莎莎嘉嘉站起來 Sisters of the World Unite                                     | 莊尼                   |
| 1991 | 特警大亨 = 曝光人物 Fatal Mission                                             | 梁國濤                 |
| 1994 | 達摩祖師傳 Master of Zen                                                      | 達摩                   |
| 1994 | 畫魂 Peintre, La                                                              | 潘贊化                 |
| 1994 | 喂，搵邊位？ Hello ! Who is it ?!                                             | 客串                   |
| 1994 | 霓紅光管高高掛之女子公寓 Apartment for Women／How Deep Is Your Love           |                        |
| 1994 | 暴雨驕陽 The True Hero                                                        | 客串秦校長             |
| 1994 | 青春火花 Victory                                                              | 教練馬志               |
| 1996 | 懵仔多情 Stooge, My Love                                                      |                        |
| 1996 | 情人的眼淚 = 挚爱情缘 Lover's Tears                                           | 甘銘生                 |
| 2007 | 門徒 Protégé                                                                  | 警司苗志華             |
| 2015 | 我是路人甲 I Am Somebody                                                      | 導演                   |

### 電視劇
| 年份 | 劇名                 | 角色          | 电台 | 搭档   |
| ---- | -------------------- | ------------- | ---- | ------ |
| 1985 | 飛燕驚龍             | 楊夢寰        | 中視 | 施思   |
| 1989 | 塔裡的女人           | 羅聖提        | 中視 | 宋岡陵 |
| 1992 | 一代皇后大玉兒       | 多爾袞        | 中視 | 潘迎紫 |
| 1996 | 黃飛鴻新傳之八大天王 | 客串 鏡花和尚 |      |        |
| 2002 | 雪地裡的星星         | 客串          |      |        |

### 電影
| 年份 | 片名           | 職位 | 職位 | 職位 | 附註                   | 香港票房      |
| 年份 | 片名           | 導演 | 編劇 | 監製 | 附註                   | 香港票房      |
| ---- | -------------- | ---- | ---- | ---- | ---------------------- | ------------- |
| 1981 | 貓頭鷹         | 否   | 是   | 否   |                        | HK$1,572,670  |
| 1987 | 癲佬正傳       | 是   | 是   | 否   | 台灣片名：天天星期七   | HK$9,350,070  |
| 1987 | 人民英雄       | 是   | 是   | 否   | 台灣片名：銀行風雲     | HK$3,983,421  |
| 1989 | 再見王老五     | 是   | 是   | 否   |                        | HK$7,952,826  |
| 1993 | 新不了情       | 是   | 是   | 否   |                        | HK$31,167,583 |
| 1995 | 烈火戰車       | 是   | 是   | 否   |                        | HK$33,770,736 |
| 1996 | 色情男女       | 是   | 是   | 否   | 與羅志良聯合執導       | HK$11,615,085 |
| 1999 | 真心話         | 是   | 是   | 否   | 中國大陸片名：大話情人 | HK$4,894,497  |
| 2000 | 鎗王           | 否   | 故事 | 是   |                        | HK$7,348,002  |
| 2002 | 異度空間       | 否   | 是   | 是   |                        | HK$3,246,314  |
| 2003 | 忘不了         | 是   | 否   | 否   |                        | HK$15,494,587 |
| 2004 | 旺角黑夜       | 是   | 是   | 否   |                        | HK$7,656,250  |
| 2005 | 早熟           | 是   | 是   | 否   |                        | HK$10,382,325 |
| 2005 | 千杯不醉       | 是   | 是   | 否   |                        | HK$11,987,277 |
| 2007 | 門徒           | 是   | 是   | 否   |                        | HK$26,530,848 |
| 2009 | 新宿事件       | 是   | 是   | 否   |                        | HK$13,913,420 |
| 2010 | 鎗王之王       | 是   | 是   | 否   |                        | HK$7,150,086  |
| 2010 | 一路有你       | 否   | 是   | 是   |                        | HK$369,712    |
| 2012 | 大魔術師       | 是   | 是   | 否   |                        | HK$6,860,208  |
| 2015 | 暴瘋語         | 否   | 是   | 是   |                        | HK$4,572,769  |
| 2015 | 我是路人甲     | 是   | 是   | 否   |                        | HK$135,984    |
| 2016 | 三少爺的劍     | 是   | 是   | 否   |                        | HK$392,735    |
| 2022 | 海的盡頭是草原 | 是   | 否   | 否   |                        | HK$136,453    |

## 監製作品

### 電影
| 年份 | 作品                                               |
| ---- | -------------------------------------------------- |
| 1997 | 對不起，多謝你 My Dad Is a Jerk                    |
| 1998 | 我愛妳 = 致命失樂園 Till Dealth Do Us Part         |
| 2000 | 月亮的秘密 When I Fall in Love.....With Both       |
| 2000 | 鎗王 Double Tap（兼故事提供）                      |
| 2000 | 阿虎 A Fighter's Blues                             |
| 2002 | 男人四十 July Rhapsody                             |
| 2002 | 好心相愛 Summer I Love You                         |
| 2002 | 異度空間 Inner Senses                              |
| 2004 | 絕世好賓 = 窈窕淑女 Driving Miss Wealthy           |
| 2004 | 電影往事 = 夢憶童年 = 電影時代 Electric Shadows    |
| 2005 | 神經俠侶 Crazy N' The City                         |
| 2009 | 竊聽風雲 Overheard                                 |
| 2009 | 午夜照相館 Open To Midnight                        |
| 2010 | 一路有你 The Road Less Traveled                    |
| 2011 | 竊聽風雲2 Overheard 2                              |
| 2012 | 消失的子彈 The Bullet Vanishes                     |
| 2014 | 竊聽風雲3 Overheard 3                              |
| 2015 | 暴走神探 The Unbearable Lightness of Inspector Fan |
| 2015 | 暴瘋語 Insanity                                    |
| 2015 | 消失的凶手 The Vanished Murderer                   |
| 2016 | 清水里的刀子 Knife in the Clear Water              |
| 2017 | 提著心吊著膽 Absurd Accident                       |
| 2017 | 藍天白雲 Somewhere Beyond the Mist                 |
| 2019 | 犯罪現場 A Witness out of the Blue                 |
| 2019 | 催眠·裁決 Guilt by Design                          |
| 2023 | 年少日記 Time Still Turns The Pages                |
| 2023 | 白日之下 In Broad Daylight                         |
| 2023 | 臨時劫案 Rob N Roll                                |

## 劇集作品
| 年份 | 劇名                 | 職位   | 職位 | 職位 | 附註               |
| 年份 | 劇名                 | 導演   | 編劇 | 監製 | 附註               |
| ---- | -------------------- | ------ | ---- | ---- | ------------------ |
| 2006 | 獅子山下－水中的故鄉 | 是     | 是   | 否   | 香港電台電視部出品 |
| 2008 | 新不了情             | 總導演 | 否   | 是   | 電視劇             |
| 2020 | 我的奇怪朋友         | 否     | 否   | 是   | 網絡劇             |

## 得獎紀錄

### 香港電影金像獎
| 頒獎典禮             | 獎項       | 年份 | 作品           | 結果 |
| -------------------- | ---------- | ---- | -------------- | ---- |
| 第6屆香港電影金像獎  | 最佳導演   | 1987 | 《癲佬正傳》   | 提名 |
| 第6屆香港電影金像獎  | 最佳編劇   | 1987 | 《癲佬正傳》   | 提名 |
| 第9屆香港電影金像獎  | 最佳編劇   | 1990 | 《再見王老五》 | 提名 |
| 第10屆香港電影金像獎 | 最佳男配角 | 1991 | 《川島芳子》   | 提名 |
| 第13屆香港電影金像獎 | 最佳導演   | 1994 | 《新不了情》   | 獲獎 |
| 第13屆香港電影金像獎 | 最佳編劇   | 1994 | 《新不了情》   | 獲獎 |
| 第15屆香港電影金像獎 | 最佳導演   | 1996 | 《烈火戰車》   | 提名 |
| 第15屆香港電影金像獎 | 最佳編劇   | 1996 | 《烈火戰車》   | 提名 |
| 第16屆香港電影金像獎 | 最佳導演   | 1997 | 《色情男女》   | 提名 |
| 第21屆香港電影金像獎 | 最佳電影   | 2002 | 《男人四十》   | 提名 |
| 第23屆香港電影金像獎 | 最佳導演   | 2004 | 《忘不了》     | 提名 |
| 第24屆香港電影金像獎 | 最佳導演   | 2005 | 《旺角黑夜》   | 獲獎 |
| 第24屆香港電影金像獎 | 最佳編劇   | 2005 | 《旺角黑夜》   | 獲獎 |
| 第25屆香港電影金像獎 | 最佳導演   | 2006 | 《早熟》       | 提名 |
| 第25屆香港電影金像獎 | 最佳編劇   | 2006 | 《早熟》       | 提名 |
| 第27屆香港電影金像獎 | 最佳導演   | 2008 | 《門徒》       | 提名 |
| 第27屆香港電影金像獎 | 最佳編劇   | 2008 | 《門徒》       | 提名 |
| 第29屆香港電影金像獎 | 最佳電影   | 2010 | 《竊聽風雲》   | 提名 |
| 第29屆香港電影金像獎 | 最佳導演   | 2010 | 《新宿事件》   | 提名 |
| 第31屆香港電影金像獎 | 最佳電影   | 2012 | 《竊聽風雲2》  | 提名 |
| 第32屆香港電影金像獎 | 最佳電影   | 2013 | 《消失的子彈》 | 提名 |
| 第34屆香港電影金像獎 | 最佳電影   | 2015 | 《竊聽風雲3》  | 提名 |
| 第35屆香港電影金像獎 | 最佳導演   | 2016 | 《我是路人甲》 | 提名 |
| 第35屆香港電影金像獎 | 最佳編劇   | 2016 | 《我是路人甲》 | 提名 |
| 第42屆香港電影金像獎 | 最佳電影   | 2023 | 《年少日記》   | 提名 |
| 第42屆香港電影金像獎 | 最佳電影   | 2023 | 《白日之下》   | 提名 |

### 台灣金馬獎
| 頒獎典禮     | 獎項         | 年份 | 作品           | 結果 |
| ------------ | ------------ | ---- | -------------- | ---- |
| 第30屆金馬獎 | 最佳導演     | 1993 | 《新不了情》   | 提名 |
| 第30屆金馬獎 | 最佳原著劇本 | 1993 | 《新不了情》   | 提名 |
| 第33屆金馬獎 | 最佳導演     | 1996 | 《色情男女》   | 提名 |
| 第39屆金馬獎 | 最佳劇情片   | 2002 | 《男人四十》   | 提名 |
| 第41屆金馬獎 | 最佳導演     | 2004 | 《旺角黑夜》   | 提名 |
| 第44屆金馬獎 | 最佳導演     | 2007 | 《門徒》       | 提名 |
| 第44屆金馬獎 | 最佳原著劇本 | 2007 | 《門徒》       | 提名 |
| 第49屆金馬獎 | 最佳劇情片   | 2012 | 《消失的子彈》 | 提名 |
| 第60屆金馬獎 | 最佳劇情片   | 2023 | 《年少日記》   | 提名 |

### 香港電影金紫荊獎
| 頒獎典禮               | 獎項     | 年份 | 作品         | 結果 |
| ---------------------- | -------- | ---- | ------------ | ---- |
| 第10屆香港電影金紫荊獎 | 最佳導演 | 2005 | 《旺角黑夜》 | 獲獎 |
| 第10屆香港電影金紫荊獎 | 最佳編劇 | 2005 | 《旺角黑夜》 | 提名 |

### 香港電影評論學會大獎
| 頒獎典禮                   | 獎項     | 年份 | 作品          | 結果 |
| -------------------------- | -------- | ---- | ------------- | ---- |
| 第2屆香港電影評論學會大獎  | 最佳導演 | 1996 | 《烈火戰車》  | 獲獎 |
| 第2屆香港電影評論學會大獎  | 最佳編劇 | 1996 | 《烈火戰車》  | 提名 |
| 第8屆香港電影評論學會大獎  | 最佳電影 | 2002 | 《男人四十》  | 提名 |
| 第11屆香港電影評論學會大獎 | 最佳導演 | 2005 | 《旺角黑夜》  | 提名 |
| 第11屆香港電影評論學會大獎 | 最佳編劇 | 2005 | 《旺角黑夜》  | 提名 |
| 第12屆香港電影評論學會大獎 | 最佳電影 | 2006 | 《神經俠侶》  | 提名 |
| 第16屆香港電影評論學會大獎 | 最佳電影 | 2010 | 《竊聽風雲》  | 提名 |
| 第16屆香港電影評論學會大獎 | 最佳導演 | 2010 | 《新宿事件》  | 提名 |
| 第16屆香港電影評論學會大獎 | 最佳編劇 | 2010 | 《新宿事件》  | 提名 |
| 第18屆香港電影評論學會大獎 | 最佳電影 | 2012 | 《竊聽風雲2》 | 提名 |
| 第21屆香港電影評論學會大獎 | 最佳電影 | 2015 | 《竊聽風雲3》 | 提名 |

### 香港電影導演會
| 頒獎典禮       | 獎項       | 年份 | 作品         | 結果 |
| -------------- | ---------- | ---- | ------------ | ---- |
| 香港電影導演會 | 最傑出導演 | 1993 | 《新不了情》 | 獲獎 |
| 香港電影導演會 | 最傑出導演 | 1995 | 《烈火戰車》 | 獲獎 |
| 香港電影導演會 | 最傑出導演 | 1996 | 《色情男女》 | 獲獎 |
| 香港電影導演會 | 最傑出導演 | 2003 | 《忘不了》   | 獲獎 |
| 香港電影導演會 | 最傑出導演 | 2004 | 《旺角黑夜》 | 獲獎 |
| 香港電影導演會 | 最傑出導演 | 2006 | 《門徒》     | 獲獎 |

### 香港電影編劇家協會
| 頒獎典禮           | 獎項       | 年份 | 作品         | 結果 |
| ------------------ | ---------- | ---- | ------------ | ---- |
| 香港電影編劇家協會 | 最佳劇本獎 | 1993 | 《新不了情》 | 獲獎 |
| 香港電影編劇家協會 | 最佳劇本獎 | 1995 | 《烈火戰車》 | 獲獎 |
| 香港電影編劇家協會 | 最佳劇本獎 | 2004 | 《旺角黑夜》 | 獲獎 |
| 香港電影編劇家協會 | 最佳劇本獎 | 2006 | 《門徒》     | 獲獎 |

### 中國珠海、海峽兩岸暨香港電影節
| 頒獎典禮                            | 獎項     | 年份 | 作品         | 結果 |
| ----------------------------------- | -------- | ---- | ------------ | ---- |
| 第1屆中國珠海、海峽兩岸暨香港電影節 | 最佳導演 | 1993 | 《新不了情》 | 獲獎 |

### 長春電影節
| 頒獎典禮         | 獎項     | 年份 | 作品           | 結果 |
| ---------------- | -------- | ---- | -------------- | ---- |
| 第8屆長春電影節  | 最佳導演 | 2005 | 《早熟》       | 提名 |
| 第13屆長春電影節 | 最佳導演 | 2016 | 《我是路人甲》 | 獲獎 |

## 資料來源
1. ↑  .   [2019-07-29]. （原始内容存档于2012-07-12）.
2. ↑  .   [2022-01-19]. （原始内容存档于2017-08-03）.
3. ↑  . 台灣壹週刊. 2007-03-14  [2020-11-09]. （原始内容存档于2020-11-14）.
4. ↑  . 中時新聞網. 2017-02-04  [2020-11-08]. （原始内容存档于2021-05-22）.
5. ↑  . 華僑日報. 1988-05-03: 15  [2020-12-06].
6. ↑  . 香港工商日報. 1963-07-19: 7  [2022-04-06].
7. ↑  .   [2008-12-03]. （原始内容存档于2008-06-27）.
8. ↑  . www.chinanews.com.cn.   [2024-06-16]. （原始内容存档于2024-06-16）.
9. ↑  許育民. . 香港01. 2018-01-17  [2024-06-16] （中文（香港））.
10. ↑  . 蘋果日報. 2018-01-18  [2018-03-03]. （原始内容存档于2018-03-03）.
11. ↑  https://web.archive.org/web/20080429205937/http://www.filmunlimited.hk/html/index.html
12. ↑  . 香港電影導演大全.   [2015-03-19]. （原始内容存档于2015-04-02）.
13. ↑  . 2015年3月19日  [2015-03-19]. （原始内容存档于2015-04-02）.
14. ↑  . 三联生活周刊. 2015年6月26日. （原始内容存档于2015-07-04）.
15. ↑  . 网易娱乐. 2014-09-09. （原始内容存档于2019-02-03）.
16. ↑  . 1905电影网. 2015-07-03. （原始内容存档于2016-03-04）.
17. ↑  张淳. . 新华网. 2020-10-24  [2020-10-28]. （原始内容存档于2020-11-27）.
18. ↑  .   [2025-02-25].

## 外部連結
- 無限映畫公司網站
- Hong Kong Cinemagic （页面存档备份，存于）
- 爾冬陞在互联网电影资料库（IMDb）上的資料（英文）
- 爾冬陞在香港影庫上的簡介
- 爾冬陞在豆瓣上的资料（简体中文）
- 爾冬陞的新浪微博
- 爾冬陞在时光网上的簡介（简体中文）